# ناني موريتي
جيوفاني «ناني» موريتي (بالإيطالية: Nanni Moretti)‏ (19 أغسطس 1953) ممثل ومخرج ومنتج وكاتب سيناريو إيطالي قاز بجائزة السعفة الذهبية لعام 2001 وفي عام 2012 كان رئيس لجنة التحكيم في مهرجان كان السينمائي.

## روابط خارجية
- Interview with Nanni Moretti with his own thoughts on his films, filmlinc.com; accessed 12 December 2014.
- ناني موريتي على موقع IMDb (الإنجليزية)
- ناني موريتي على موقع ميتاكريتيك (الإنجليزية)
- ناني موريتي على موقع الموسوعة البريطانية (الإنجليزية)
- ناني موريتي على موقع روتن توميتوز (الإنجليزية)
- ناني موريتي على موقع مونزينجر (الألمانية)
- ناني موريتي على موقع قاعدة بيانات الأفلام العربية
- ناني موريتي على موقع ألو سيني (الفرنسية)
- ناني موريتي على موقع تيرنر كلاسيك موفيز (الإنجليزية)
- ناني موريتي على موقع أول موفي (الإنجليزية)
- ناني موريتي على موقع قاعدة بيانات الأفلام السويدية (السويدية)